# MLS Cup 2002
De MLS Cup 2002 was de voetbal kampioenschapswedstrijd van het MLS Seizoen 2002. Deze wedstrijd werd gespeeld op 20 oktober, 2002. Los Angeles Galaxy won voor de eerste keer de MLS Cup door New England Revolution met 1-0 te verslaan.

## Stadion
Het Gillette Stadium, de thuishaven van New England Revolution, heeft de MLS Cup 2002 georganiseerd, dit was de eerste keer dat het stadion werd gebruikt voor de finale van de MLS.